# Центральний (бахш, шагрестан Амлаш)
Центральний (перс. مرکزی) — бахш в Ірані, в шагрестані Амлаш остану Ґілян. За даними перепису 2006 року, його населення становило 29716 осіб, які проживали у складі 8603 сімей.

## Дегестани
До складу бахша входять такі дегестани:
- Південний Амлаш
- Північний Амлаш